# Káinizmus
A káinizmus annak a jelenségnek a neve, amikor egy fészekaljban élő madárfiókák az életük első heteiben egymás ellen fordulnak, és az erősebb, nagyobb fióka elpusztítja a gyengébb, kisebb fiókát.
A bibliai Káin-Ábel testvérgyilkosságról nevezte el a madártani irodalom.

## Európában érintett madárfajok
Európában csak néhány ragadozómadárfajnál fordul elő:
- Héjasas (Hieraetus fasciatus)
- Törpesas (Hieraetus pennatus)
- Szirti sas (Aquila chrysaetos)
- Ibériai sas (Aquila adalberti)
- Pusztai sas (Aquila nipalensis)
- Fekete sas (Aquila clanga)
- Békászó sas (Aquila pomarina)
- Rétisas (Haliaetus albicilla)
- Szakállas saskeselyű (Gypaetus barbatus)

Ez a viselkedés forma Magyarországon leginkább és leggyakrabban a békászó sasra jellemző.

## Folyamata
A nagy testű madarak a tojásaikat 1-2 nap különbséggel rakják le. Mivel a tojó már az első lerakott tojáson megkezdi a költést, ezért a fiókák is ugyanilyen különbséggel kelnek ki a tojásból. Más fajoknál (pl. fehér gólya), ahol nem ritkán öt tojásból áll a fészekalj, gyakran előfordul, hogy a legkésőbb kikelt fióka nem tudja követni a testvéreinek a fejlődését, ezért kisebb marad illetve legyengül. Tehát a nagy fészekaljakban a nem bántott, de fejlődésében visszamaradt fióka gyakran elpusztul.
A békászó sas esetében például a két nappal korábban kelt fióka már kétszer akkora, mint a később kikelt fióka.

## Agresszivitás okai
Ezen madárfajokra fiókakorukban ingerlően hat a fehér szín (a sasok fiókáinak a tollazata fehér). A fogságban nevelt fiókák még a fehér vattát is vadul támadják, de agresszivitást vált még ki a másik fióka hangja is.
A fiókáknak ez a rendkívüli agresszivitása életkoruk előrehaladtával csökken, és pl. a békászó sas esetében négyhetes korra megszűnik. Ez közel egybeesik azzal az időszakkal, amikorra a fehér pihetollukat elhullatják, és már az egész fiókát barna tollazat borítja.

## Előfordulásának gyakorisága
A káinizmus mértéke változó gyakorisággal fordul elő a különböző nagy testű ragadozómadárfajoknál. A békászó és a fekete sas esetében gyakori a káinizmus, de a szirti- és törpesasnál ritkán fordul elő.
Hogy mi váltja ki a káinizmust a fiókákból, arra még nincs elfogadható magyarázat.